# Zakład Karny w Czarnem
Zakład Karny w Czarnem – jednostka typu zamkniętego przeznaczona dla skazanych odbywających karę pozbawienia wolności po raz pierwszy z oddziałami zamkniętymi dla recydywistów penitencjarnych oraz półotwartym dla recydywistów penitencjarnych.
Jednostka podzielona jest na 4 Oddziały Penitencjarne, oddział aresztu śledczego, terapeutyczny oraz dwa oddziały szpitalne w tym dla przewlekle chorych. W każdym z oddziałów mieszkalnych znajduje się świetlica oraz biblioteka. Zakład posiada obiekt sportowy z boiskami do piłki nożnej, siatkówki i koszykówki. Jednostka prowadzi szkolenia skazanych w kwalifikacyjnych kursach zawodowych oraz średnich (z możliwością uzyskania świadectwa maturalnego) oraz szkolenia kursowe i programy edukacyjne. W świetlicy centralnej odbywają się imprezy kulturalno-oświatowe, religijne i zajęcia z twórczości własnej skazanych. Zakład organizuje Ogólnopolski Konkurs Szopki Bożonarodzeniowej. W Dziale Szkolenia Przewodników i Tresury Psów Służbowych szkolone są psy na potrzeby całego więziennictwa. Zabudowa jednostki składa się z budynków piętrowych i pawilonów. Aktualna pojemność bez łóżek szpitalnych wynosi 1434. Obecnie Zakład Karny w Czarnem jest największą jednostką penitencjarną w Polsce.

## Historia
Zakład został powołany w 1958 r. jako Ośrodek Pracy dla Więźniów I Klasy podległy Centralnemu Więzieniu w Koszalinie. Zarządzeniem Nr 93/61 Ministra Sprawiedliwości z dnia 28 grudnia 1961 r. nadano Ośrodkowi Pracy Więźniów w Czarnem uprawnienia Centralnego Więzienia. Powstał w miejscu obozu jenieckiego Stalag II B Hammerstein (Lager Nord) i późniejszej jednostki wojskowej.

### Bunt w 1989
7 grudnia 1989 r. Sejm PRL przyjął amnestię, która jednak nie objęła recydywistów, jak oczekiwali skazani. W zakładzie przebywało wtedy ok. 1500 więźniów, w tym wielu recydywistów z ciężkimi wyrokami. Po ogłoszeniu informacji o amnestii w zakładzie karnym wybuchł bunt. Skazani zaczęli niszczyć i podpalać wyposażenie pawilonów. Gdy strażnicy próbowali ich powstrzymać, więźniowie rzucali w nich i bili. Gdy w obawie przed stratami naczelnik więzienia kpt. Andrzej Łamnicki nakazał strażnikom wycofać się poza mury, skazani opanowali teren zakładu karnego. Próbowali szturmować główną bramę i mury, ale nie zdołali wydostać się na zewnątrz. Więźniowie zaatakowali też zbrojownię oraz wartownię. W ich rękach znalazł się pistolet i ręczny wyrzutnik granatów. Wśród skazanych doszło do wielu samosądów. Trzech więźniów zostało zamordowanych, a wielu było rannych. W celu stłumienia buntu wrzucano granaty z gazem i ładunki ogłuszające. 9 grudnia przeprowadzono akcję odbicia zakładu. Główną bramę sforsowali funkcjonariusze służby więziennej, boczne bramy milicjanci z oddziałów szturmowych, a antyterroryści desantowali się na linach z trzech śmigłowców. Więźniowie stawiali opór, ale większość zabarykadowała się w celach. W trakcie akcji pacyfikacyjnej rannych zostało 78 milicjantów, 58 funkcjonariuszy służby więziennej i ponad dwustu skazanych. Zakład karny został prawie całkowicie zniszczony, straty materialne obliczono na 10 miliardów starych złotych. W Czarnem pozostawiono jedynie 500 więźniów, pozostałych przetransportowano do innych więzień. Odbudowa zakładu trwała do 2008 r.

## Struktura organizacyjna
- Kierownictwo
- Dział Finansowy
- Dział Kwatermistrzowski
- Dział Kadr
- Dział Penitencjarny:
  - Oddział zamknięty dla recydywistów penitencjarnych
  - Oddział półotwarty dla recydywistów penitencjarnych
  - Oddział aresztu śledczego
- Dział Ochrony
- Dział Ewidencji
- Dział Terapeutyczny
- Dział Szkolenia Przewodników i Tresury Psów Służbowych
- Zakład Opieki Zdrowotnej:
  - dwa oddziały szpitalne, w tym dla przewlekle chorych
- Dział Informatyki i Łączności
- Dział Organizacyjno-prawny

Oddziały Zewnętrzne:
- Oddział Zewnętrzny w Szczecinku – jednostka typu zamkniętego dla recydywistów penitencjarnych. Pojemność – 201.
- Oddział Zewnętrzny w Złotowie – jednostka typu półotwartego dla recydywistów penitencjarnych oraz oddział aresztu śledczego. Pojemność – 161[15].